# パーラメント・スクエア
パーラメント・スクエア（）は、イギリスの広場の一つ。政府機関や司法機関が集まるロンドン特別区ウェストミンスターの官公庁街にあり、しばしば市民の抗議行動に使用されている国会広場。

## 地理
周囲の主な通りと政府機関は以下のとおり。
- 北側 - グレートジョージ通り（英語版）をはさんで大蔵省、国税関税庁（英語版）。さらに先のほうに官邸がある。
- 東側 - パーラメント通り（ホワイトホール通り）、イギリス議会議事堂（ウェストミンスター宮殿）。
- 南側 - ブロード・サンクチュアリ通り、ウェストミンスター寺院、イングランド国教会本部のチャーチハウス（英語版）
- 西側 - 連合王国最高裁判所、英国王立勅許鑑定士協会、イギリス土木学会（ICE）、労働党の本部（NEC）。

広場内にはウィンストン・チャーチルなどの12体の銅像が設置されている。クリスマスには毎年クリスマス・ツリーが設置される。

## 歴史
1834年には、奴隷解放を記念したバクストン記念ファウンテンが建立されていた（のち他の場所に移設された）。
1868年、ホワイトホール通りのダウニング街10番地のイギリス首相官邸やイギリス政府とイギリス議会周辺の交通渋滞解消のため、建築家のチャールズ・ベリーの設計により改装され、イギリスで初めて信号機が設置された。
最後に改装されたのは1950年である。

### 抗議運動の場
政府の様々な政策や不作為に対する抗議行動が行われる場所として一般的に知られている。2005年の重大組織犯罪警察法（英語版）施行後は抗議活動は届け出制となっている。

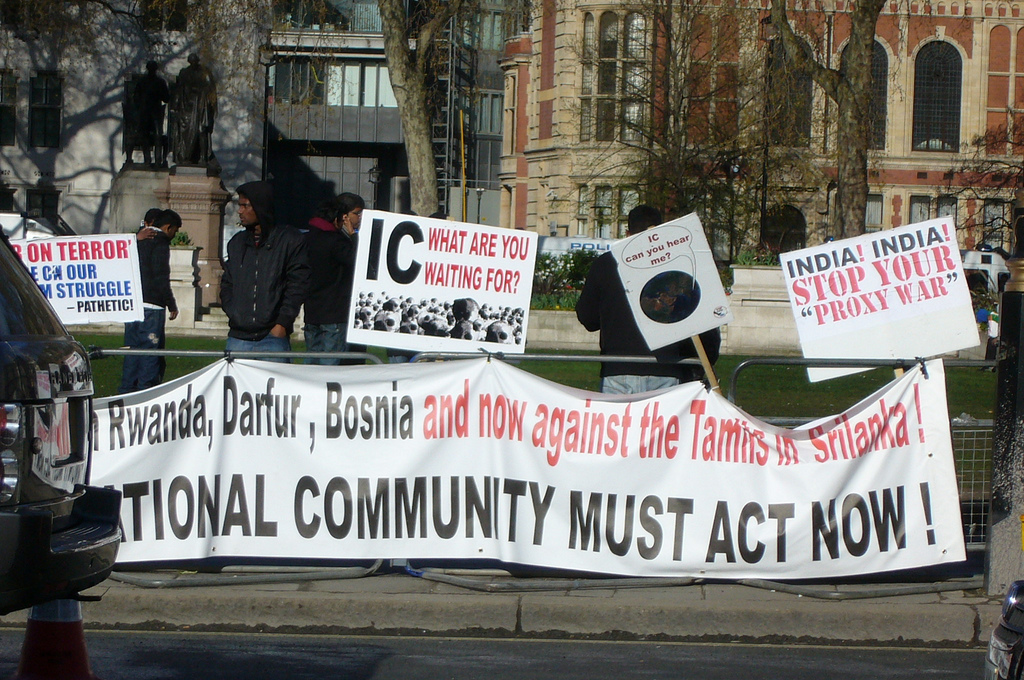
スリランカ内戦時のタミル人の行動（2009年）
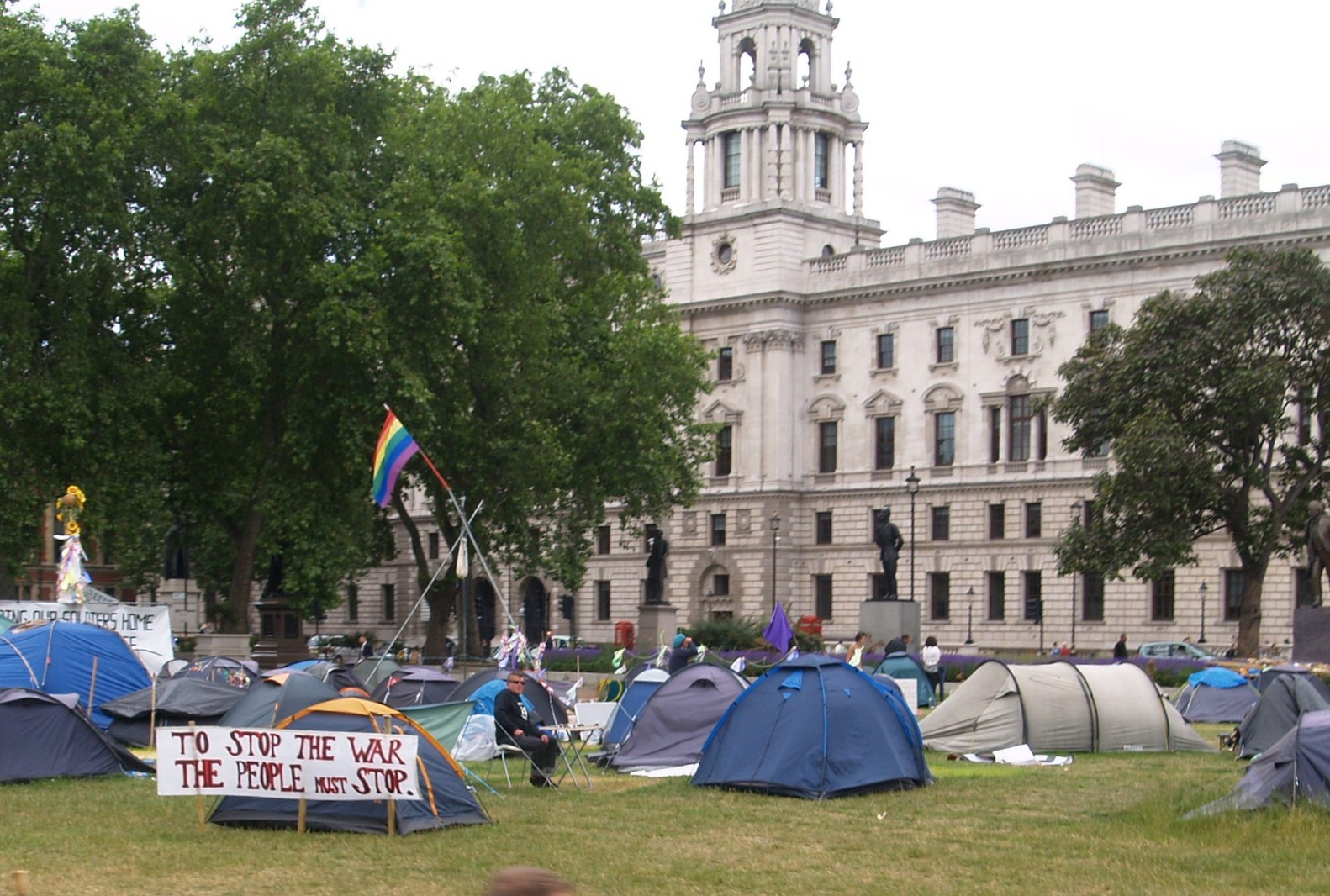
戦争に抗議するテント群（2010年）
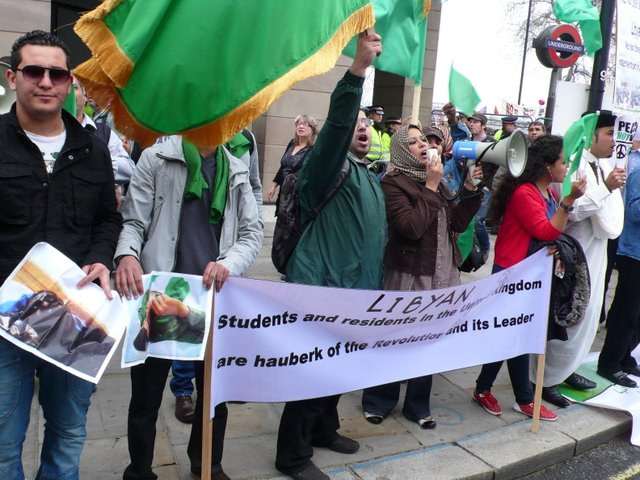
リビア内戦時のリビア人の行動（2011年）
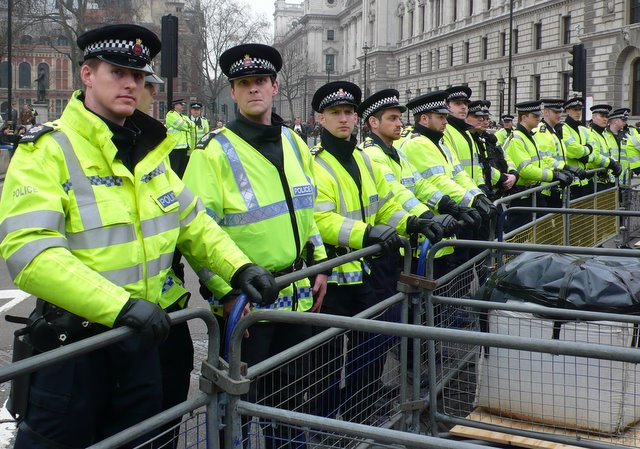
警官のバリケード（2011年）
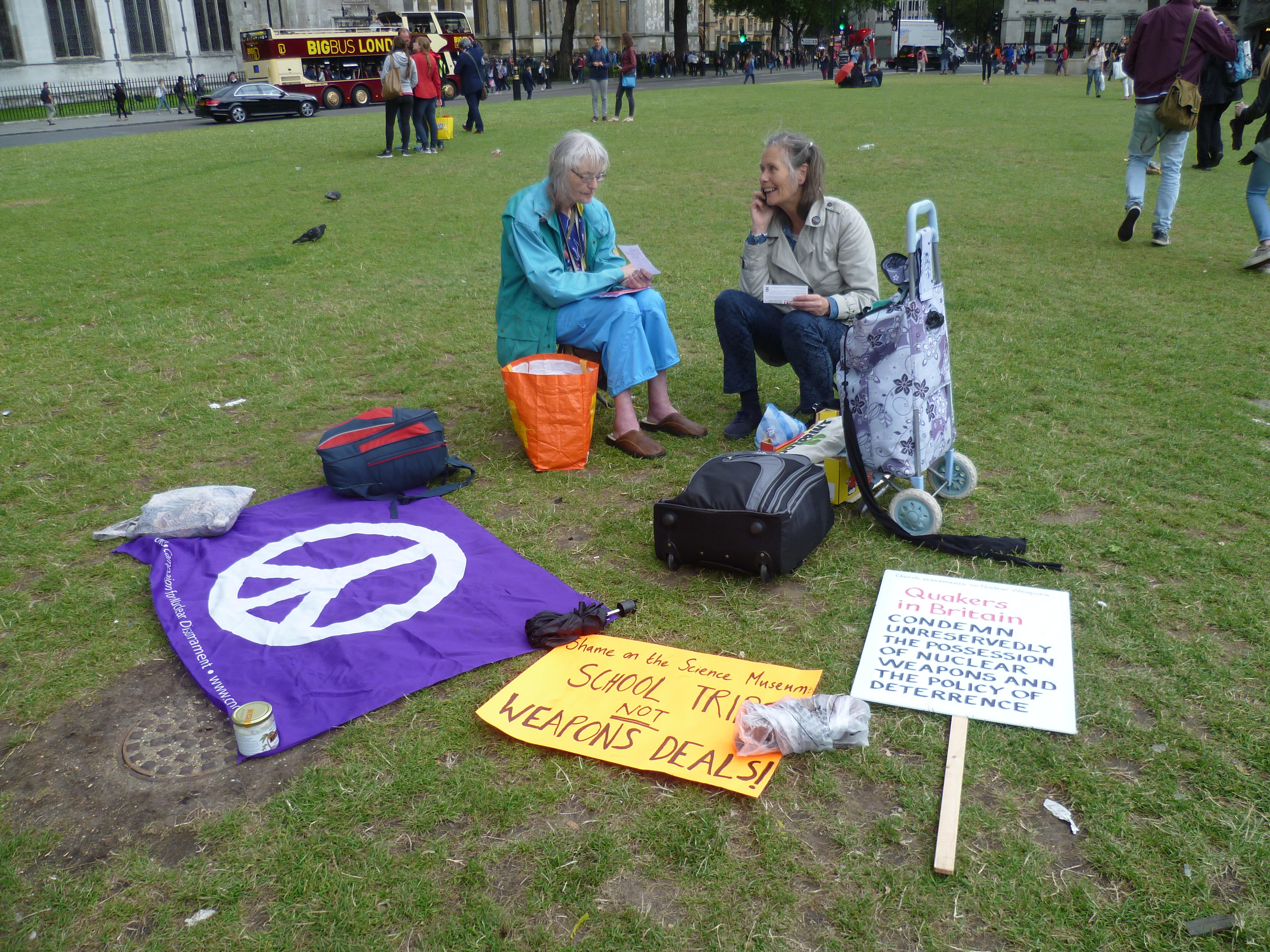
核兵器政策トライデント（英語版）への行動（2016年）
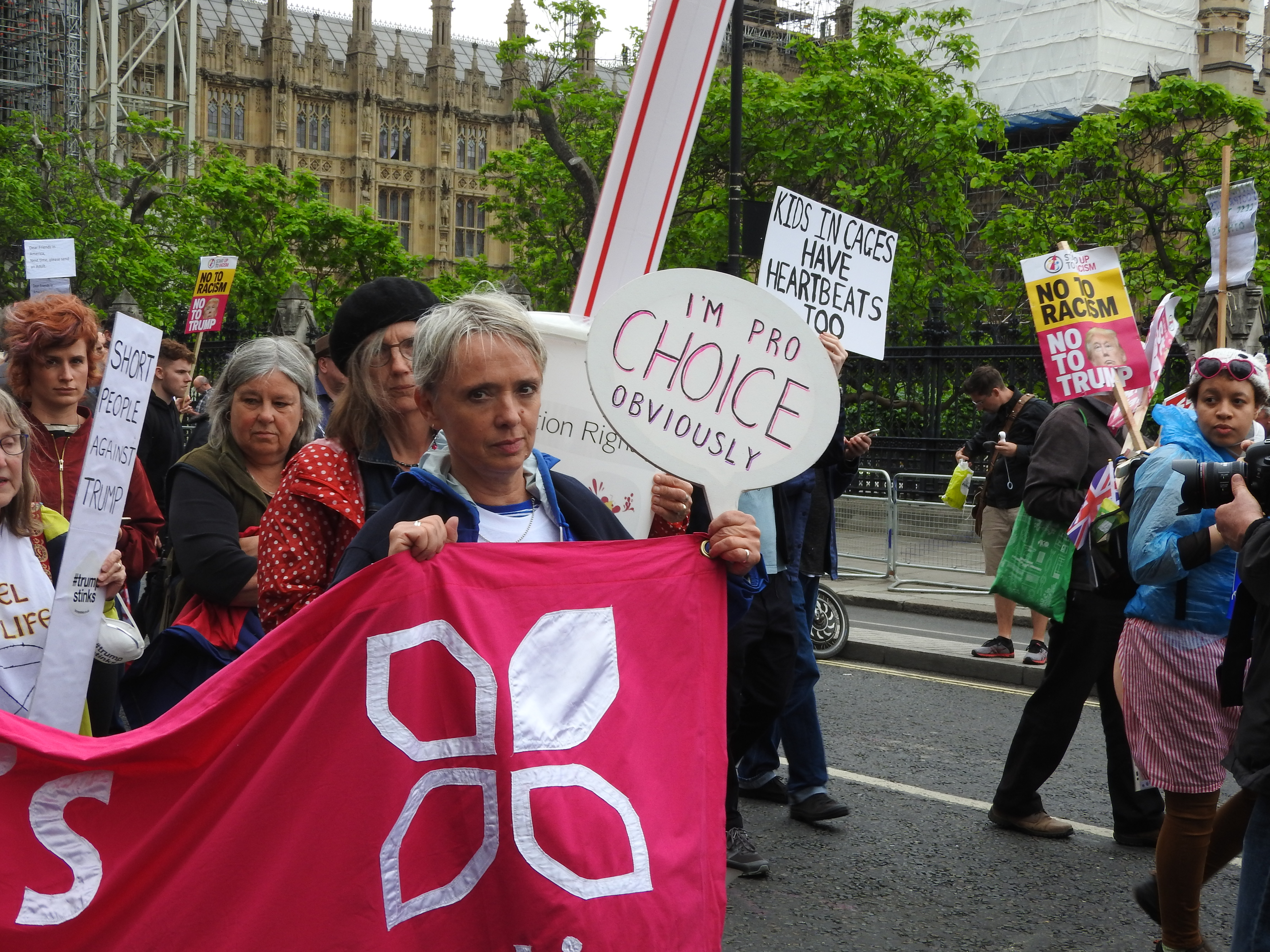
反米国トランプ大統領デモ（2019年6月）
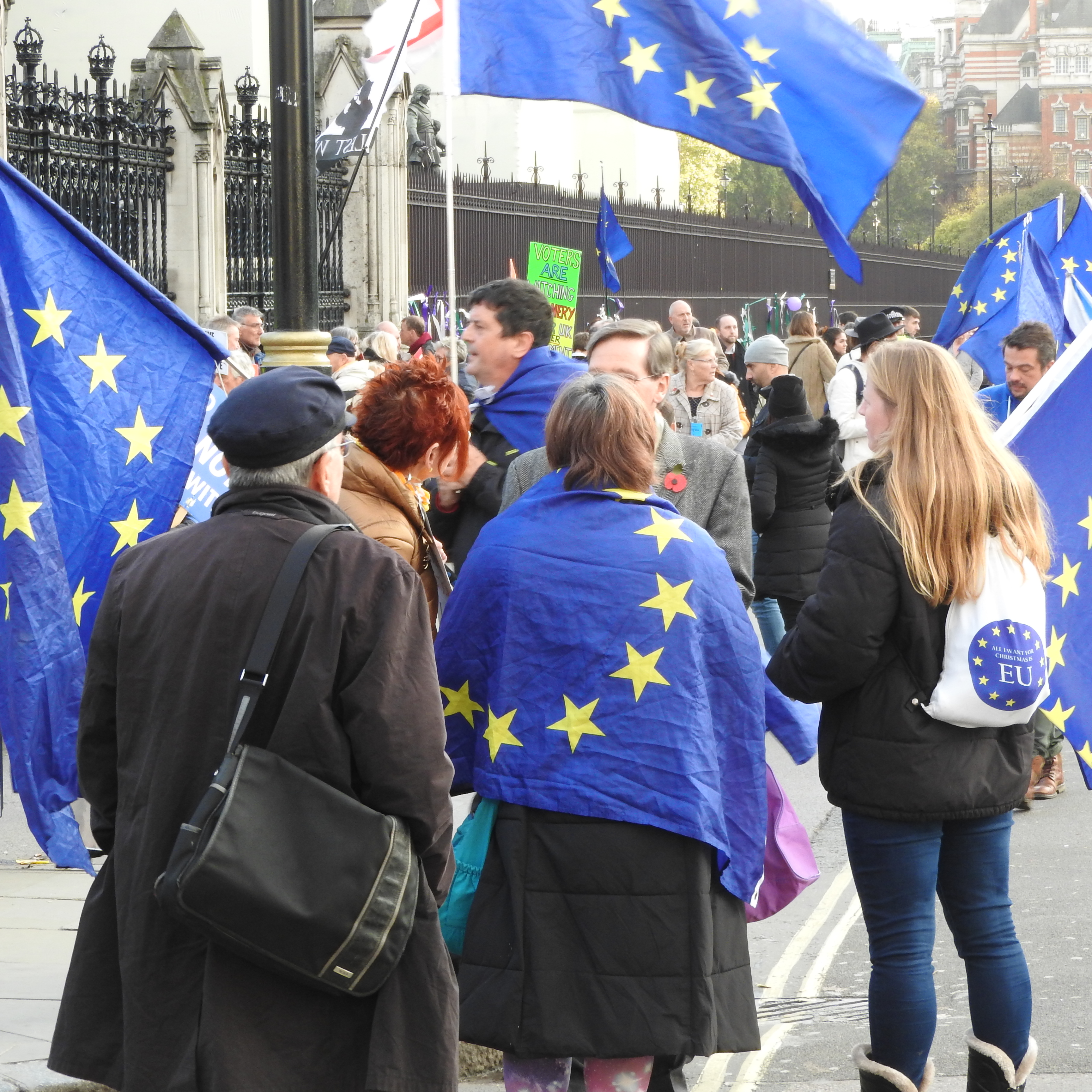
EU離脱政策への抗議（2019年11月）
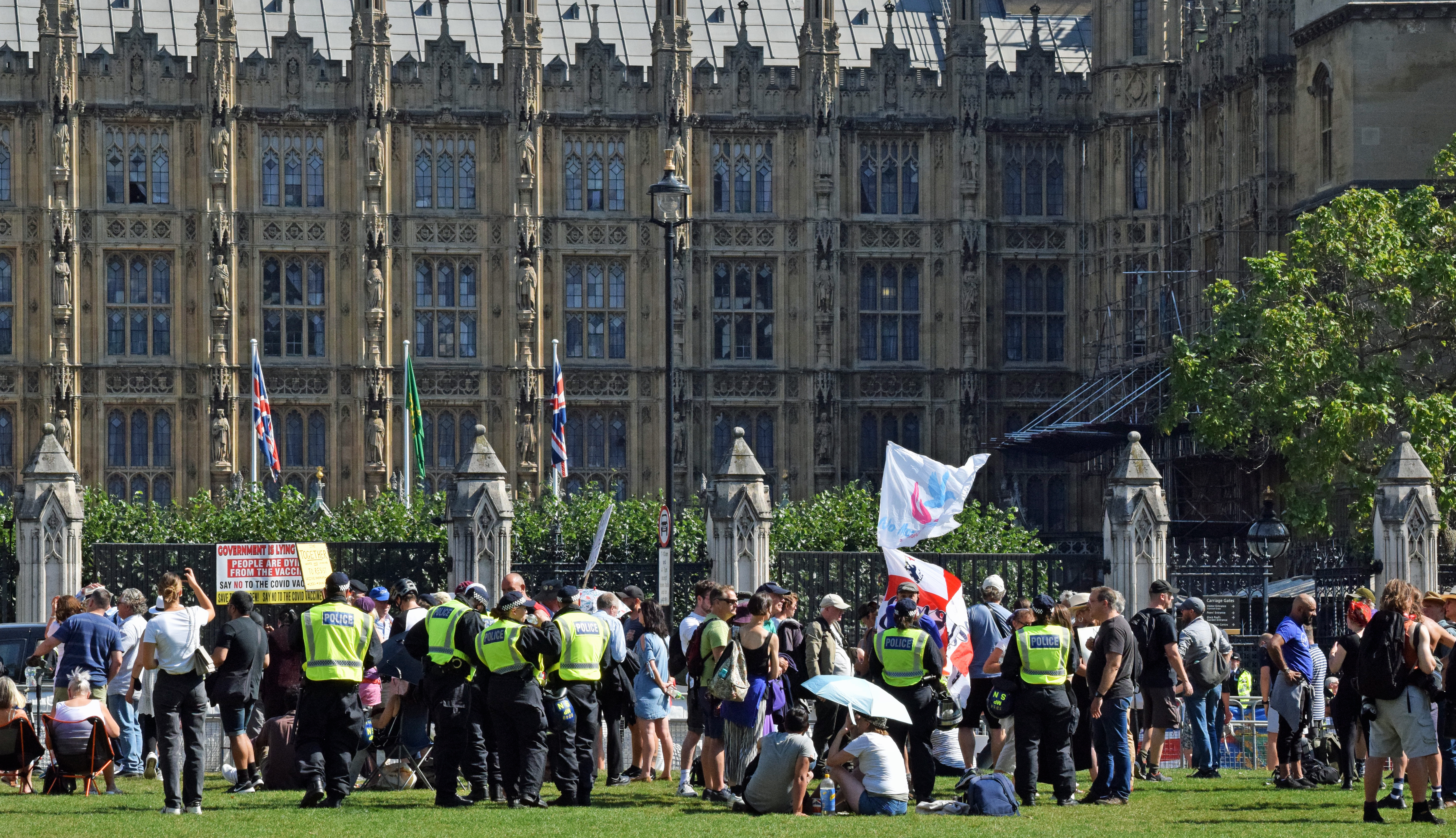
コロナワクチン政策への抗議（2021年）
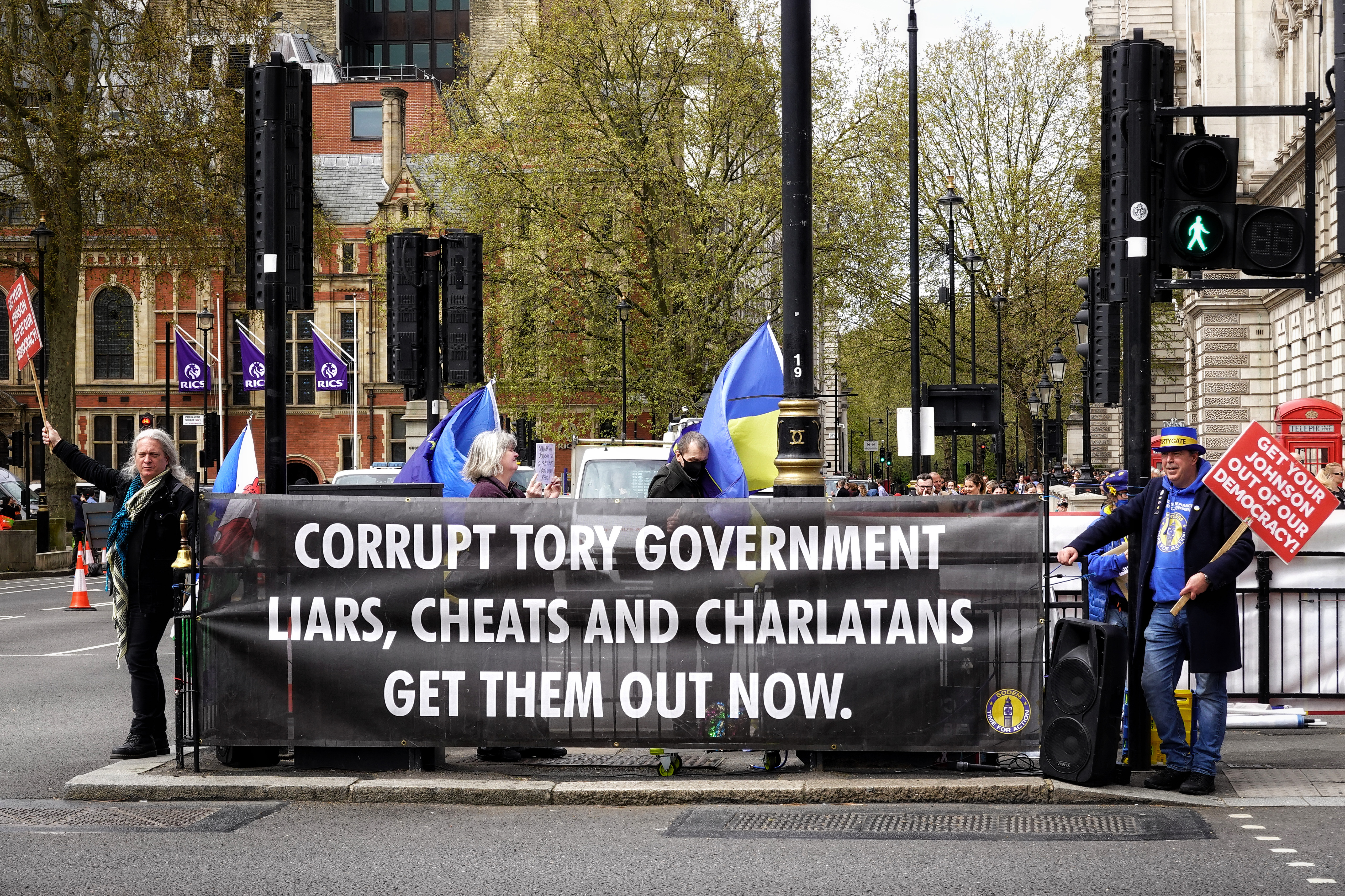
パンデミック厳戒中のボリス・ジョンソン首相の行為に対する抗議

## 広場の像

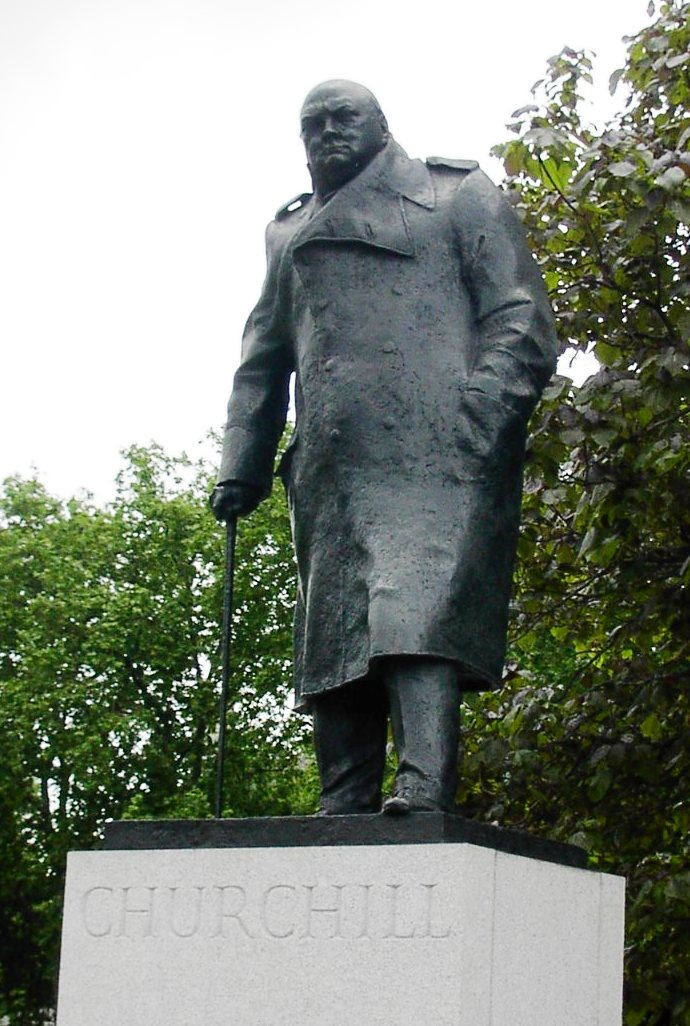
ウィンストン・チャーチル
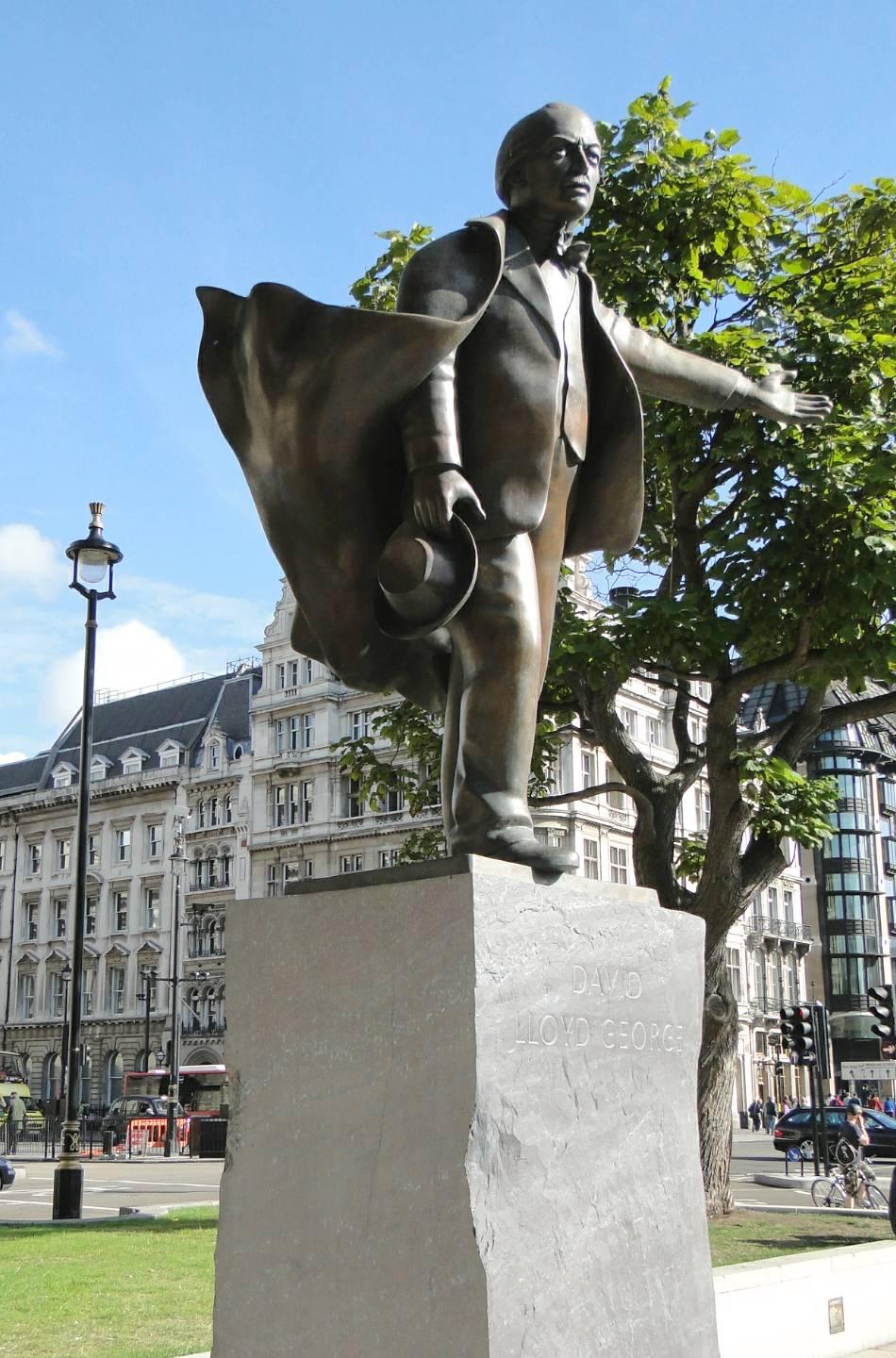
デビッド・ロイド・ジョージ
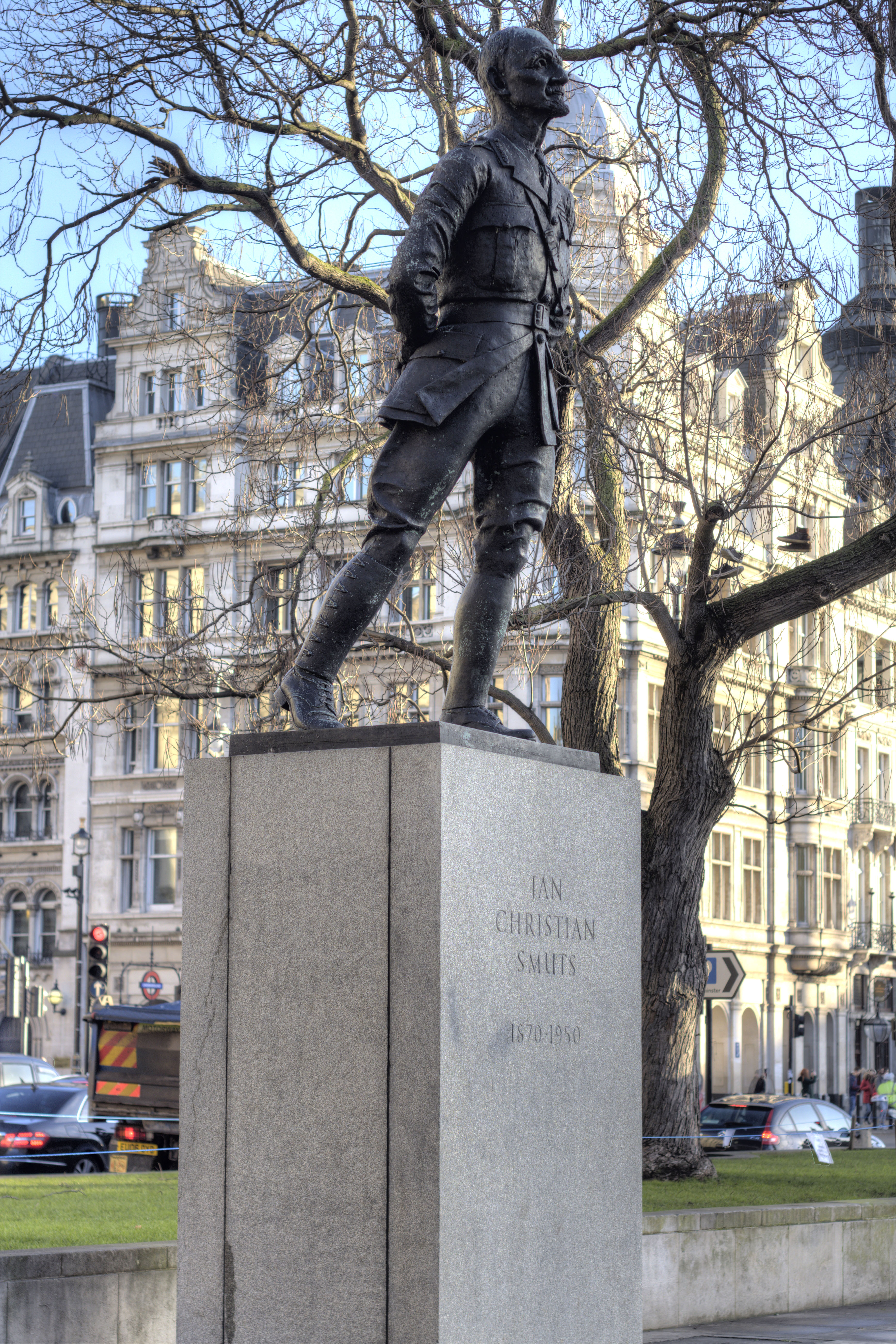
ヤン・スマッツ
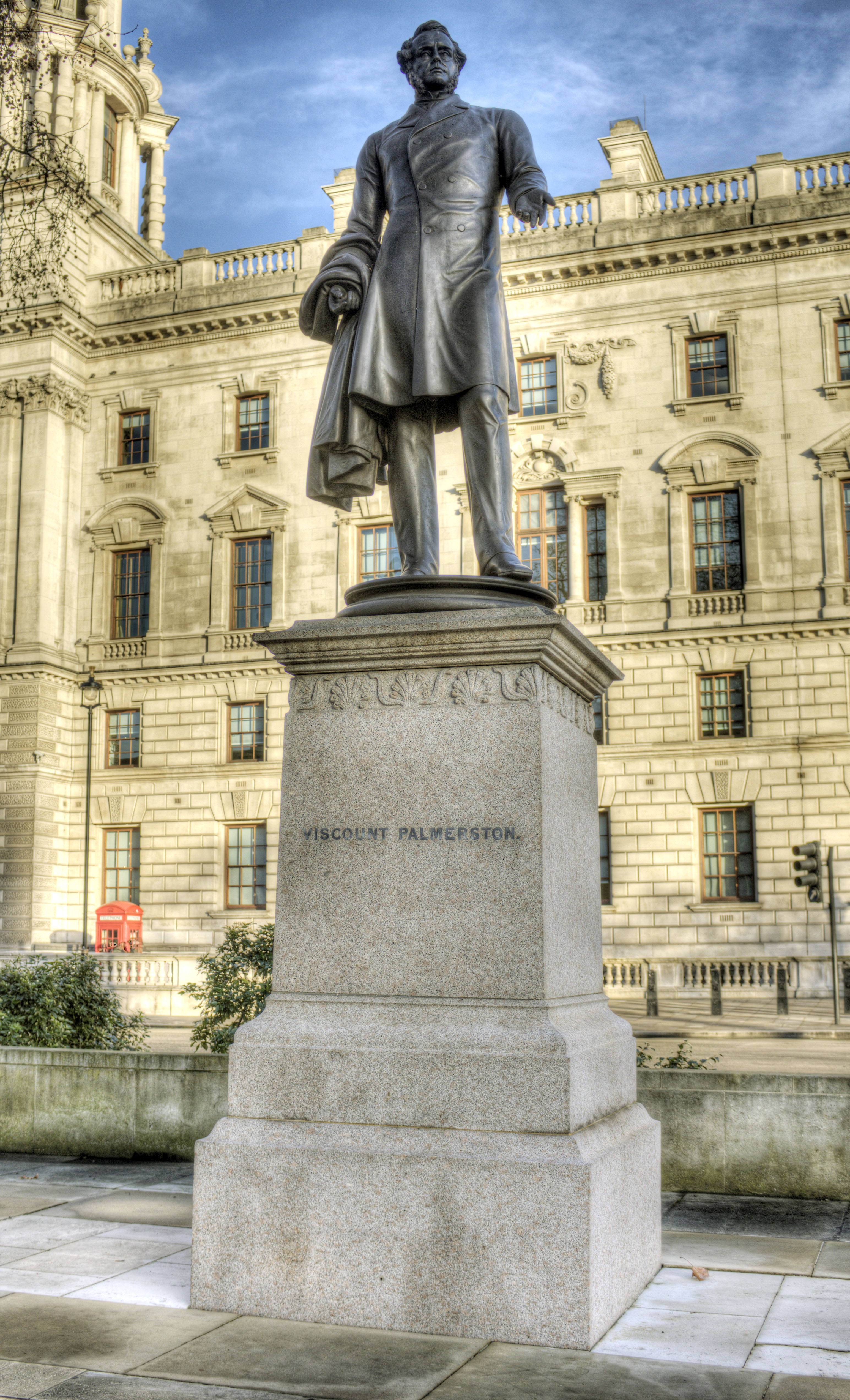
ヘンリー・ジョン・テンプル (第3代パーマストン子爵)
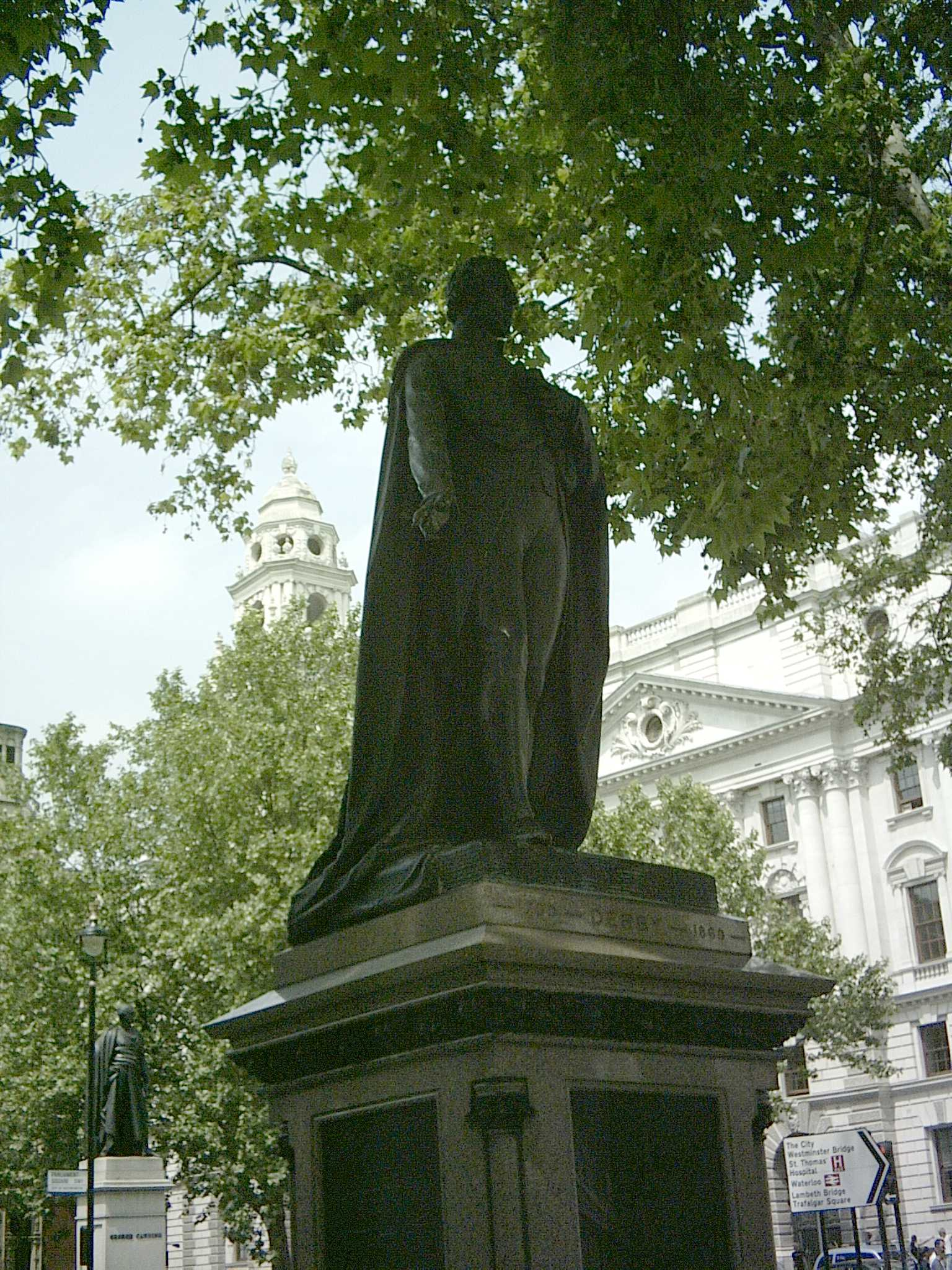
エドワード・スミス＝スタンリー_(第14代ダービー伯爵)
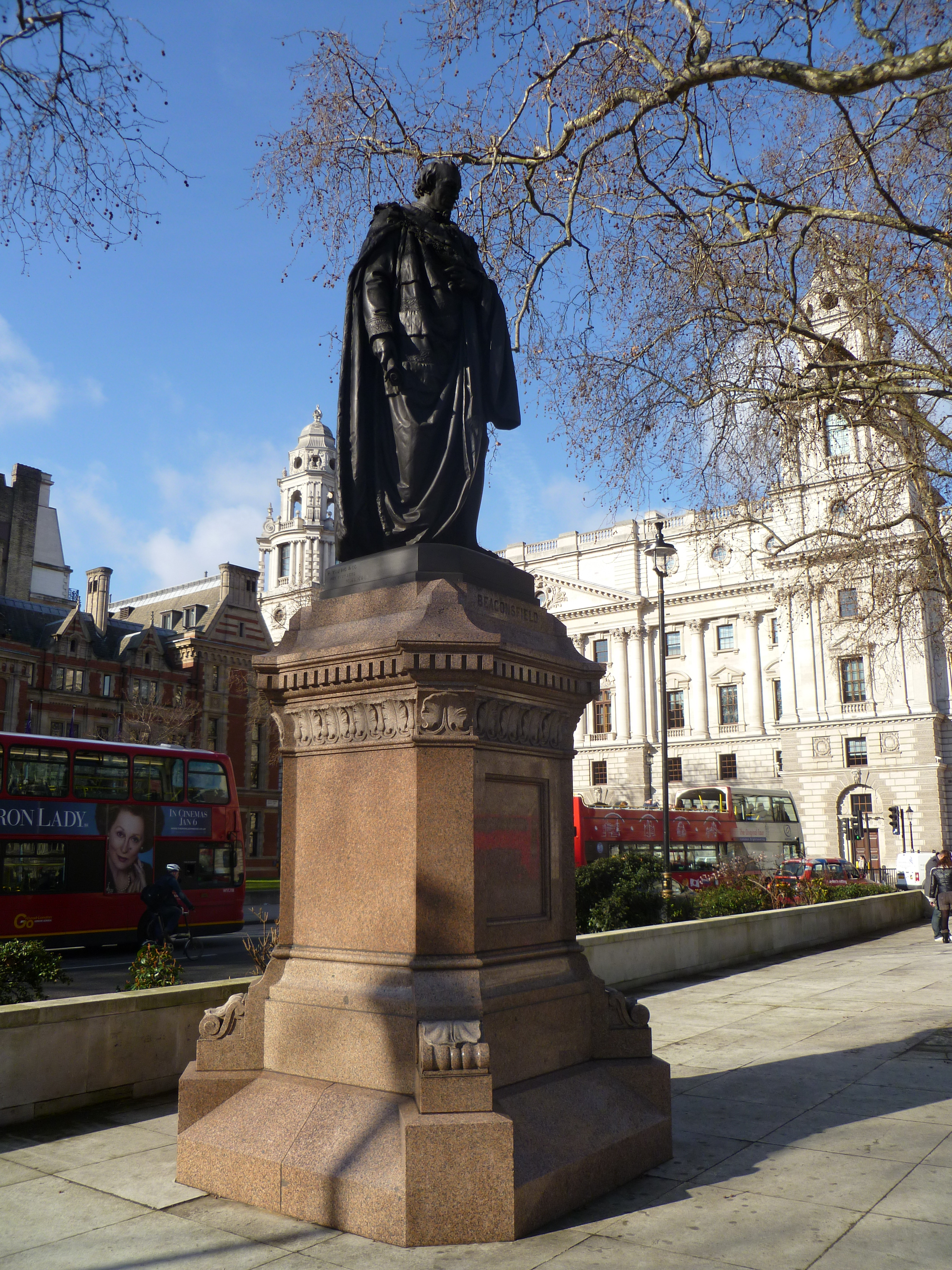
ベンジャミン・ディズレーリ
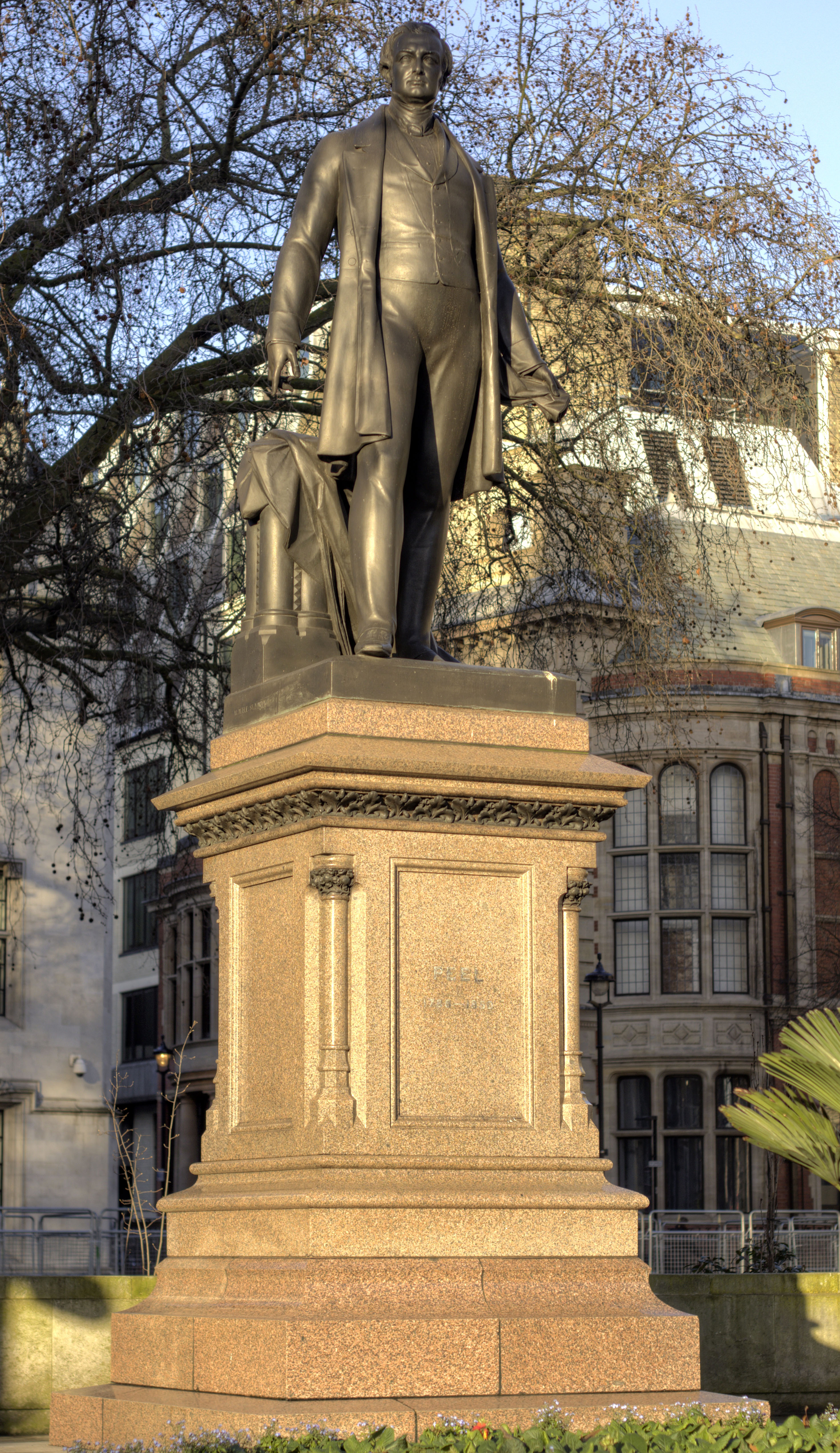
ロバート・ピール
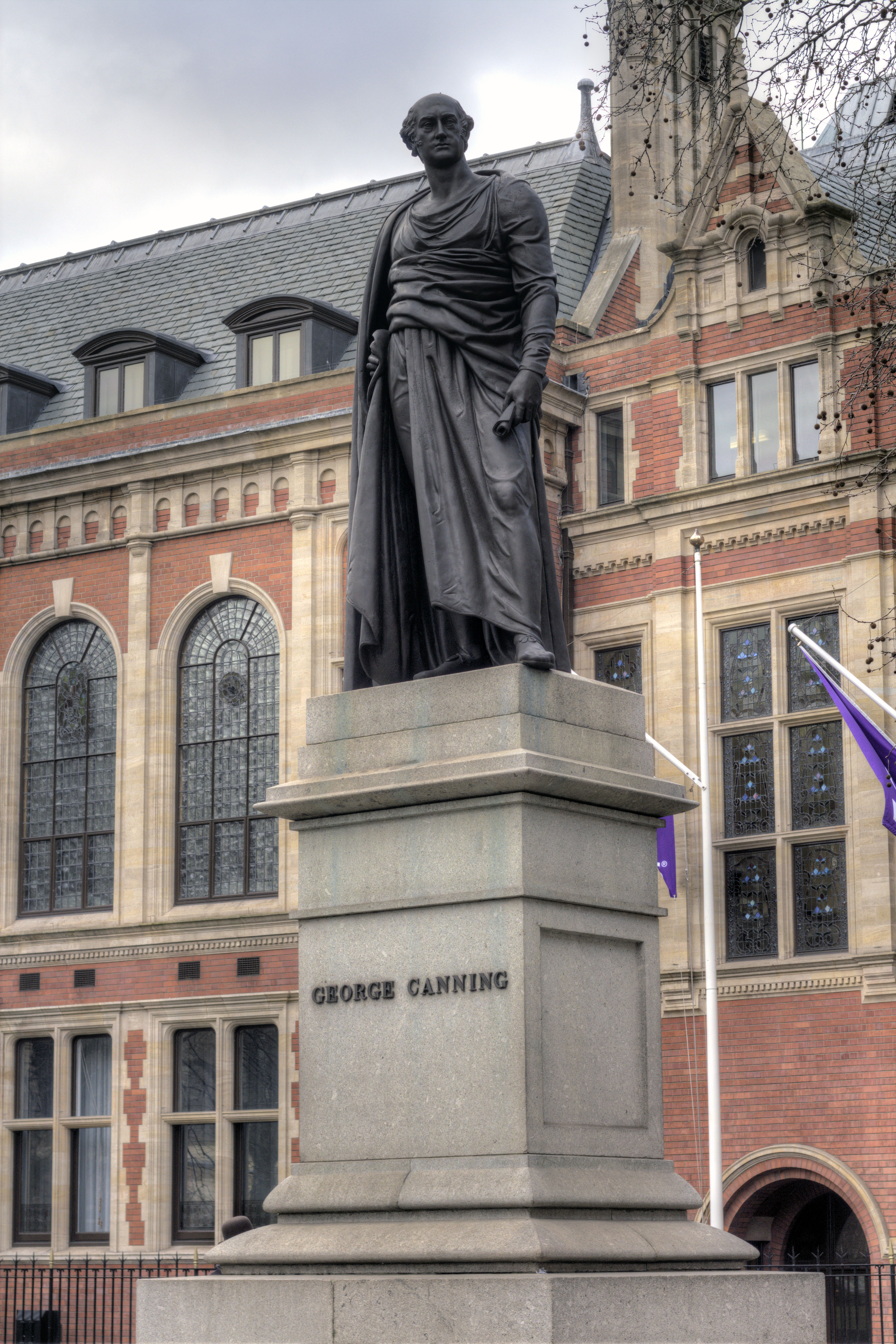
ジョージ・カニング
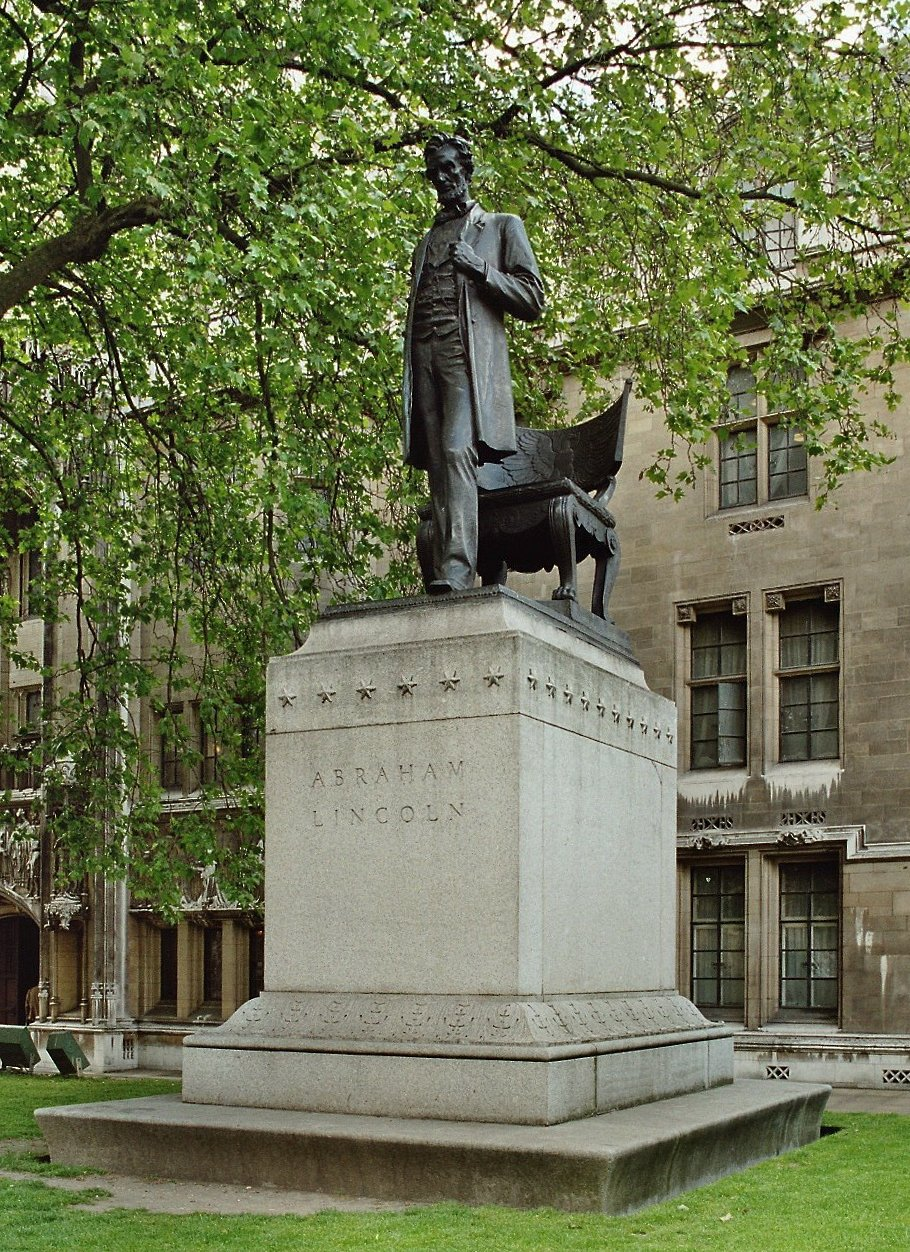
エイブラハム・リンカーン
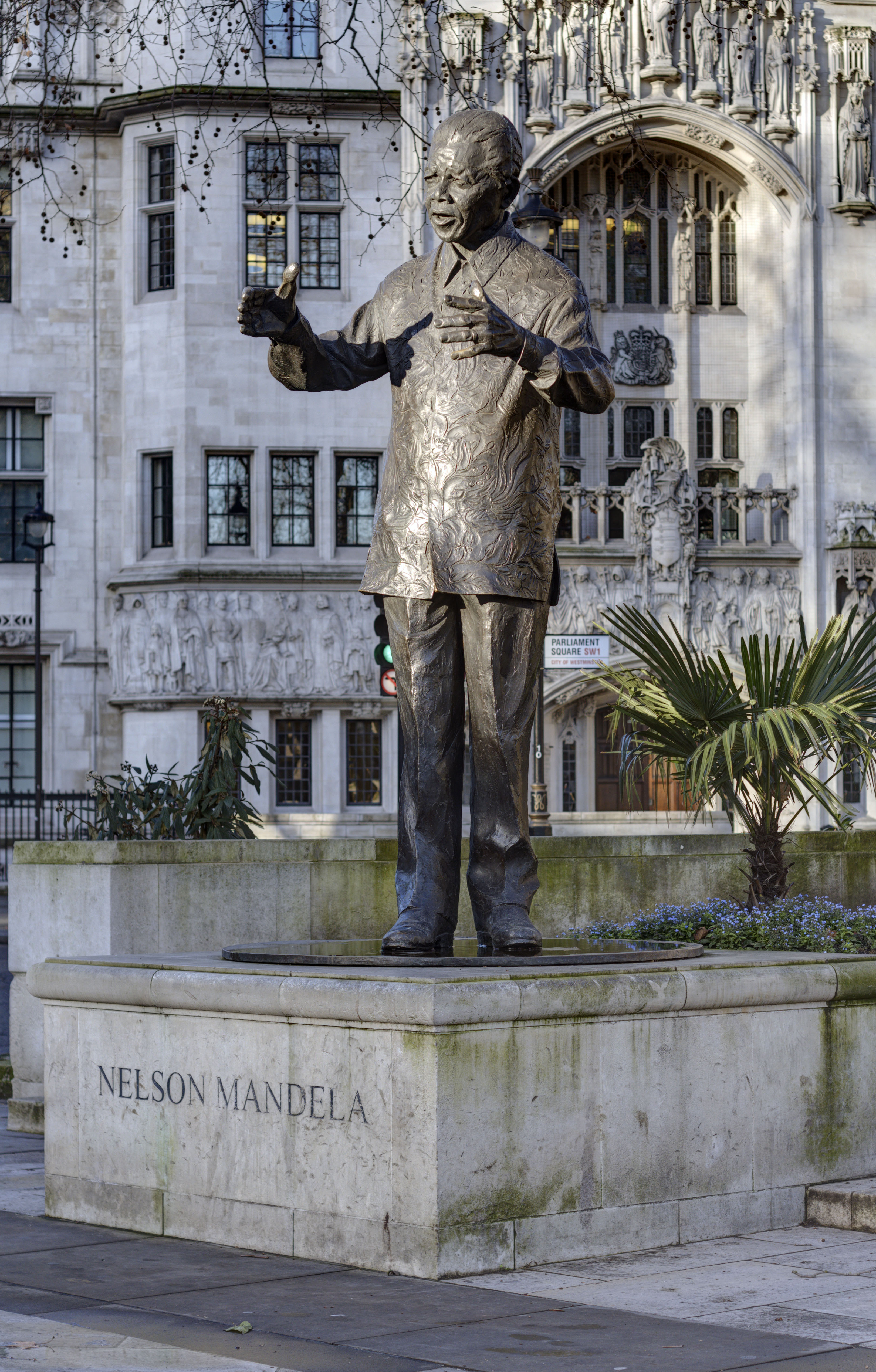
ネルソン・マンデラ
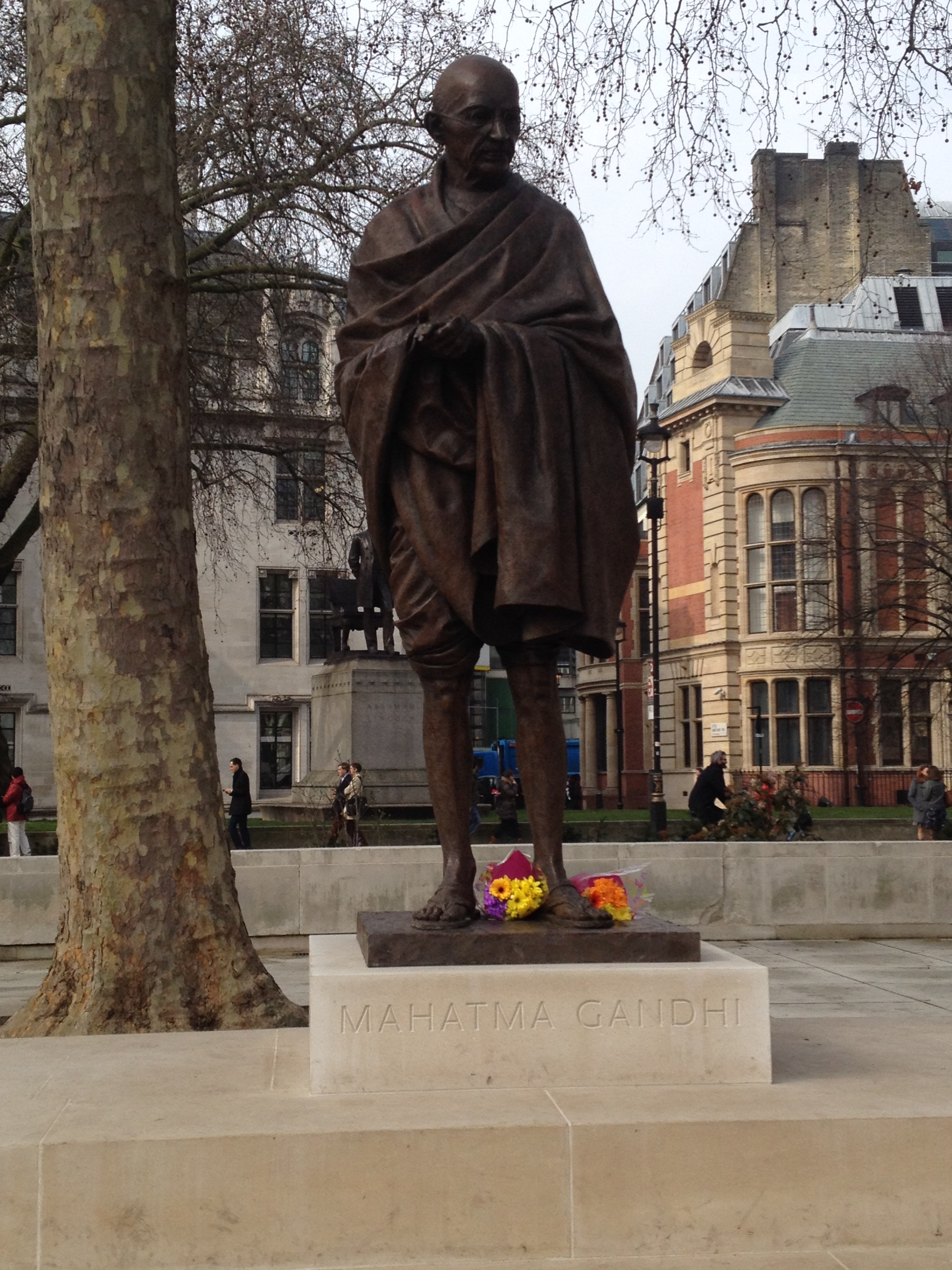
マハトマ・ガンディー
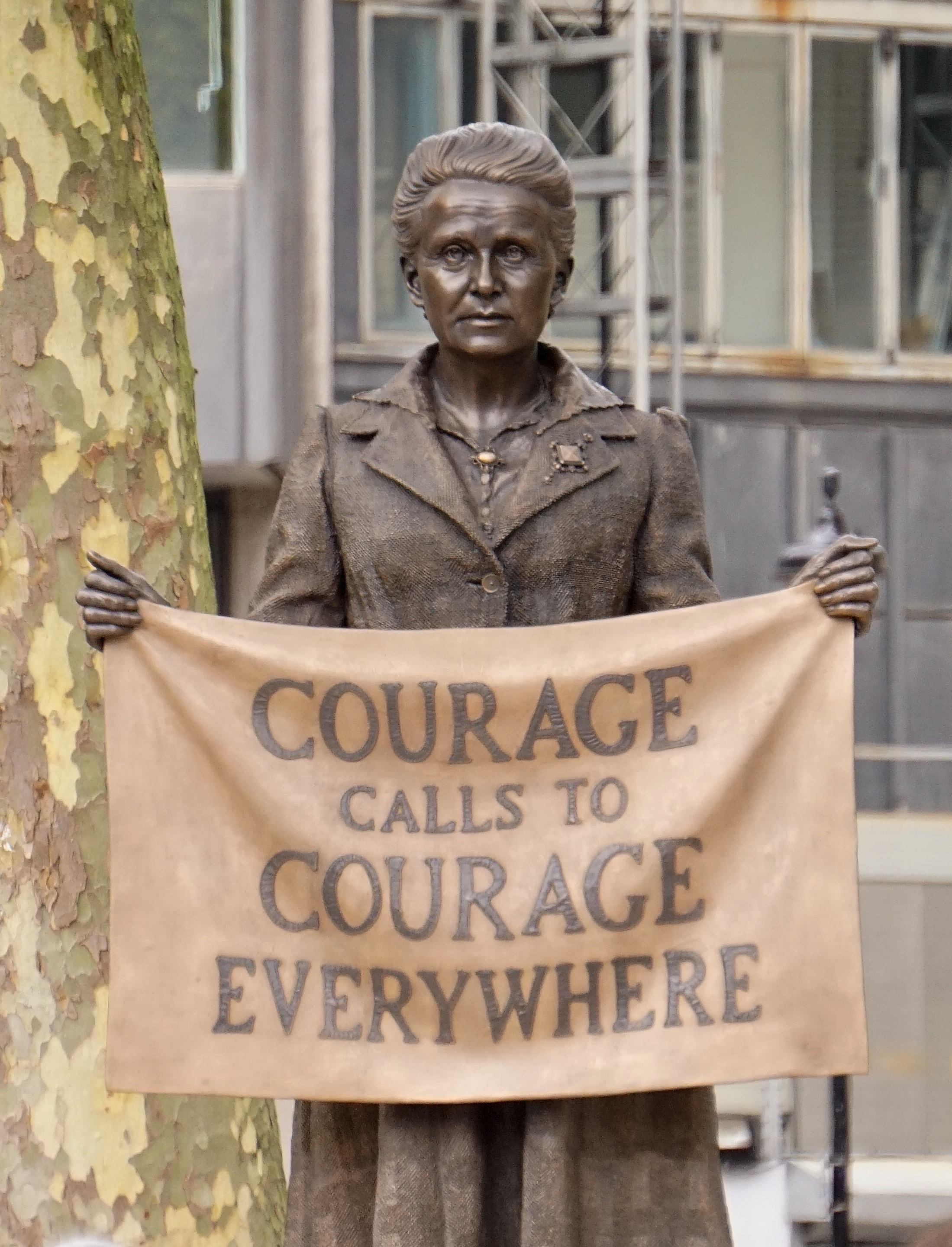
ミリセント・フォーセット